# Пак Чихё
Пак Чихё (кор. 박지효, при рождении Пак Чису кор. 박지수; род. 1 февраля 1997 года), более известная как Чихё, — южнокорейская певица. Является лидером и главной вокалисткой гёрл-группы Twice.

## Биография и карьера

### 1997−2014: Ранние годы и 6Mix
Пак Чису родилась 1 февраля 1997 года в Кури, Республика Корея. У неё в семье, помимо родителей, есть две младшие сестры. В августе 2004 года Чису прошла кастинг на первый отбор актёров детского Naver, где заняла второе место. Её заметили работники JYP Entertainment и предложили пройти кастинг. 15 июля 2005 года девочка официально начала свою стажировку в агентстве в качестве актрисы. Изначально она готовилась к дебюту в новой женской группе 6Mix вместе с Наён, Чонён, Минён, Леной и Сесилией (которую позже заменила Сана), но в результате ухода Лены дебют коллектива был окончательно отменён. В додебютные времена появлялась в рекламе и в видеоклипах других артистов JYP.
В 2015 году, после окончания старшей школы отказалась от сдачи экзаменов для поступления в колледж, чтобы сфокусироваться на карьере.

### 2015 — настоящее время: «Шестнадцать», дебют в Twice и сольные начинания
В апреле 2015 года стало известно, что JYP совместно с Mnet приступит к съёмкам реалити-шоу «Шестнадцать» (англ. Sixteen), где шестнадцать трейни агентства будут бороться за шанс дебютировать в составе новой женской группы Twice, где в финальном составе окажется только семь участниц; Чису (позже сменившая имя на Чихё) была подтверждена как одна из девушек, кто примет участие в шоу. На протяжении всех эпизодов девушка была одной из популярных участниц и в финале попала в группу, однако в последний момент Пак Чинён изменил решение, и в состав Twice вошли уже девять человек — были добавлены Момо и Цзыюй. Таким образом часть группы состояла из ранее будущих участниц 6Mix, которые так и не дебютировали: Наён, Чонён и Сана также были выбраны в финальный состав.
Дебют Twice состоялся 20 октября 2015 года с мини-альбомом The Story Begins. Чихё стала лидером благодаря тому, что стажировалась в агентстве более десяти лет. Значительной популярности группа добилась весной 2016 года с выходом сингла «Cheer Up», который стал хитом в Корее и позволил одержать победу в номинации «Песня Года» на Mnet Asian Music Awards, что ознаменовало первый дэсан в карьере коллектива. 6 ноября 2016 года состоялся релиз цифрового сингла «The Reason I Got Pretty (내가 예뻐진 이유)» совместно с Ынджи из A Pink и Бен. Кроме того, девушка участвовала в шоу «King of Mask Singer». В августе 2017 года Чихё выпустила свой собственный «Проект Мелодии» (англ. Melody Project), и дала концерт для фанатов.
Чихё также была MC на телевидении: становилась ведущей M!Countdown и ежегодного фестиваля корейской музыки KCON в Лос-Анджелесе.

## Артистизм
Многие критики описывают голос Чихё как «сильный и мягкий», а также подчёркивают, что она «всегда поёт с душой». Девушка входит в список лучших главных вокалисток среди третьего поколения корейской музыки наравне с Юджу из Gfriend и Solar из Mamamoo.

## Личная жизнь
5 августа 2019 года южнокорейский новостной портал Dispatch опубликовал фотографии со свидания Чихё с бывшим участником Wanna One Кан Даниэлем и заявили, что пара встречается с начала года Оба агентства подтвердили эту информацию. 9 ноября 2020 года JYP Entertainment подтвердили, что пара рассталась из-за плотных графиков.

## Дискография

### Авторство в написании песен
| Год  | Артист | Альбом                 | Песня                 |
| ---- | ------ | ---------------------- | --------------------- |
| 2017 | Twice  | Signal                 | «Eye Eye Eyes»        |
| 2017 | Twice  | Twicetagram            | «24/7»                |
| 2018 | Twice  | What Is Love?          | «Ho!»                 |
| 2018 | Twice  | Yes or Yes             | «Sunset»              |
| 2019 | Twice  | Fancy You              | «Girls Like Us»       |
| 2019 | Twice  | Feel Special           | «Get Loud»            |
| 2019 | Twice  | Feel Special           | «21:29»               |
| 2020 | Twice  | Eyes Wide Open         | «Up No More»          |
| 2021 | Twice  | Taste of Love          | «First Time»          |
| 2021 | Twice  | Formula of Love:O+T=<3 | «REAL YOU»            |
| 2021 | Twice  | Formula of Love:O+T=<3 | «CACTUS»              |
| 2022 | Twice  | Celebrate              | «Celebrate»           |
| 2022 | Twice  | BETWEEN 1&2            | «Trouble»             |
| 2023 | Twice  | ZONE                   | «Talkin' About It»    |
| 2023 | Twice  | ZONE                   | «Closer»              |
| 2023 | Twice  | ZONE                   | «Wishing On You»      |
| 2023 | Twice  | ZONE                   | «Don’t Wanna Go Back» |
| 2023 | Twice  | ZONE                   | «Room»                |
| 2023 | Twice  | ZONE                   | «Nightmare»           |

## Фильмография
| Год  |   | Русское название | Оригинальное название | Роль              |
| ---- | - | ---------------- | --------------------- | ----------------- |
| 2018 | ф | TWICELAND        | TWICELAND             | В роли самой себя |